# Bachar Kouatly
Bachar Kouatly (ur. 3 marca 1958 w Damaszku) – francuski szachista, dziennikarz i działacz szachowy pochodzenia libańskiego, arcymistrz od 1989 roku.

## Kariera szachowa
W latach 1975 (Tjentište), 1976/77 (Groningen) i 1977 (Innsbruck) trzykrotnie reprezentował Liban w mistrzostwach świata juniorów do lat 20. W roku 1979 zajął II miejsce (za Tomem Wedbergiem) w Ramsgate (turniej B), natomiast rok później wystąpił na I szachownicy swojego kraju na szachowej olimpiadzie, rozegranej w Valletcie. W 1981 zwyciężył w Katarze w turnieju strefowym i wywalczył awans do kolejnego etapu walki o tytuł mistrza świata, turnieju międzystrefowego (Toluca 1982), w którym nie odegrał żadnej roli, zdecydowanie zajmując ostatnie XIV miejsce. W tym samym roku (już jako reprezentant Francji) wystąpił po raz drugi na olimpiadzie (łącznie, w latach 1980–1992, zanotował sześć olimpijskich startów). W 1985 r. znalazł się w składzie zespołu francuskiego na pierwszych drużynowych mistrzostwach świata, rozegranych w Lucernie, w 1987 zwyciężył w Budapeszcie, natomiast rok później zremisował partię z mistrzem świata Garrim Kasparowem, który w Evry rozegrał symultanę przeciwko narodowej drużynie Francji (zwyciężając w stosunku 4½ - 1½), triumfował w Augsburgu oraz podzielił II miejsca w Marsylii (za Miodragiem Todorceviciem, wraz z Siegiejem Dołmatowem) oraz Genewie (za Ognjenem Cvitanem, wraz z Jamesem Plaskettem). W 1993 uzyskał najlepszy indywidualny wynik we francuskiej drużynie (7 pkt w 10 partiach) w meczu przeciwko Islandii. Od roku 1995 praktycznie nie występował w turniejach klasyfikowanych do szachowego rankingu ELO.
Wielokrotnie wystąpił w finałach indywidualnych mistrzostw Francji, zdobywając trzy medale: złoty (Courchevel 1979), srebrny (Alès 1984) oraz brązowy (Montpellier 1991). W roku 2007, po długiej przerwie, ponownie wystąpił w finale mistrzostw kraju, nie osiągając jednak sukcesu (zajął X miejsce w sekcji B).
Najwyższy ranking w karierze osiągnął 1 lipca 1993 r., z wynikiem 2520 punktów zajmował wówczas 6. miejsce wśród francuskich szachistów.
W grudniu 1994 roku stanął wraz z Florencio Campomanesem do rywalizacji o stanowisko prezydenta Międzynarodowej Federacji Szachowej, uległ mu jednak w stosunku 65–79. Dwa lata później ponownie zgłosił swoją kandydaturę do tej funkcji, ale przed samymi wyborami ją wycofał. W 2006 roku w ostry sposób skrytykował w otwartym liście działania ówczesnego prezydenta FIDE Kirsana Ilumżynowa, następnego dnia otrzymując odpowiedź w równie zdecydowanym tonie.
Bachar Kouatly jest redaktorem francuskiego czasopisma szachowego Europe Echecs. W roku 2006 był współautorem (wraz z Anatolijem Karpowem i Jean-François Phelizonem) książki Chess and the Art of Negotiation (z ang. Szachy i sztuka negocjacji).